# Lü Cseng-cao
Lü Cseng-cao (pinjin: Lǚ Zhèngcāo, egyszerűsített kínai: 吕正操) (Haicseng, 1905. január 4. – Peking, 2009. október 13.), a Kínai Népi Felszabadító Hadsereg legmagasabb rangú tábornoka, aki Kína első tábornoki karának utolsó képviselője volt.

## Élete
1937-ben lépett be a Kínai Kommunista Pártba, és 1937 és 1945 között harcolt a Kína és Japán között dúló háborúban.